# Walter Charles
Walter Charles, all'anagrafe Charles Jacobsen (East Stroudsburg, 4 gennaio 1945 – 3 agosto 2023), è stato un baritono e attore statunitense.

## Biografia
Dopo aver recitato in una tournée del musical 1776, esordì a Broadway nel 1974 interpretando Vincent Fontaine in Grease. Nei quarant'anni successivi avrebbe recitato a Broadway una dozzina di volte. Nel 1979 recitò nella prima assoluta di Sweeney Todd come sostituto dell'omonimo protagonista, mentre tra il 1985 e il 1987 fu il protagonista Albin nel musical La Cage aux Folles a Broadway, avendo così modo di cantare la celebre "I Am What I Am". Prima di diventare l'interprete principale del ruolo, Charles era stato il sostituo di George Hearn in occasione del debutto del musical nel 1983; l'anno successivo Hearn fu invitato alla 26ª edizione dei Grammy Awards per cantare "I Am What I Am", ma Hearn declinò l'invito, dato che andando a Los Angeles avrebbe dovuto mancare ad alcune repliche dello show a New York. Charles andò al suo posto e cantò la canzone durante la cerimonia, trasmessa in televisione. Negli anni successivi recitò ancora a Broadway in Cats, Aspects of Love (1991), Kiss Me, Kate (1999), Big River (2003), The Woman in White (2005) e, infine, Anything Goes (2011).
Molto attivo anche nel resto degli Stati Uniti, interpretò i protagonisti Albin e Georges in numerosi allestimenti de La Cage aux Folles e nel 1994 interpretò Ebenezer Scrooge nella prima mondiale di A Christmas Carol al Madison Square Garden. L'anno successivo esordì sulle scene canadesi nel musical Sunset Boulevard, in cui interpretava Max von Mayerling accanto alla protagonista Diahann Carroll; incise anche il ruolo su disco. Di ritorno negli Stati Uniti, interpretò ruoli da protagonista nei musical Follies (1995), Annie (2004), Hello, Dolly! (2006) e My Fair Lady (2007), mentre nel 2004 fece il suo esordio alla New York City Opera interpretando il Giudice Turpin in Sweeney Todd.
È morto nel 2023 all'età di 78 anni.

## Filmografia

### Cinema
- Un bel pasticcio! (A Fine Mess), regia di Blake Edwards (1986)
- Il seme della gramigna (Weeds), regia di John D. Hancock (1987)
- Fletch - Cronista d'assalto (Fletch Lives), regia di Michael Ritchie (1989)
- La renna (Prancer), regia di John D. Hancock (1989)

### Televisione
- New York New York (Cagney & Lacey) - serie TV, episodio 5x8 (1985)
- Kate e Allie (Kate & Allie) - serie TV, episodio 6x5 (1989)
- Law & Order - I due volti della giustizia (Law & Order) - serie TV, episodio 9x14 (1999)
- The $treet - serie TV, episodio 1x2 (2000)